# Nobuo Imai
Nobuo Imai (jap. 今井 信郎 Imai Nobuo; ur. 14 listopada 1841  – zm. 2 października 1918) – samuraj walczący po stronie siogunatu Tokugawa podczas wojny boshin, zastępca dowódcy oddziału policyjnego Mimawarigumi. Brał udział w Incydencie Omiya. 

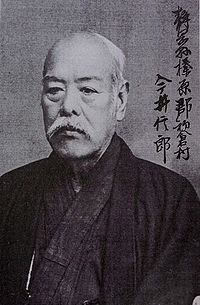
Nobuo Imai

Był jednym z podejrzanych w sprawie zabójstwa Ryōmy Sakamoto. Mimo że przyznał się do winy, prawdziwość jego zeznań pozostaje kwestią dyskusyjną. 
Po restauracji Meiji został pierwszym burmistrzem miasta Haibara (obecnie Makinohara) w prefekturze Shizuoka.